# Alexandra Road Estate
Alexandra Road Estate (officiellement Alexandra and Ainsworth estate et souvent appelé Rowley Way) est un grand ensemble situé dans le borough londonien de Camden, au nord-ouest de Londres, en Angleterre.
Il a été conçu dans un style brutaliste en 1968 par l'architecte Neave Brown. Les travaux de construction ont débuté en 1972 et se sont terminés en 1978.
Il est construit en béton armé blanc non peint, coulé sur place, marqué par des panneaux. Outre 520 appartements, le site comprend également une école, un centre social, un foyer pour jeunes, un complexe de chauffage et un parc.
Il figure dans un certain nombre de vidéoclips et de pochettes d'albums.

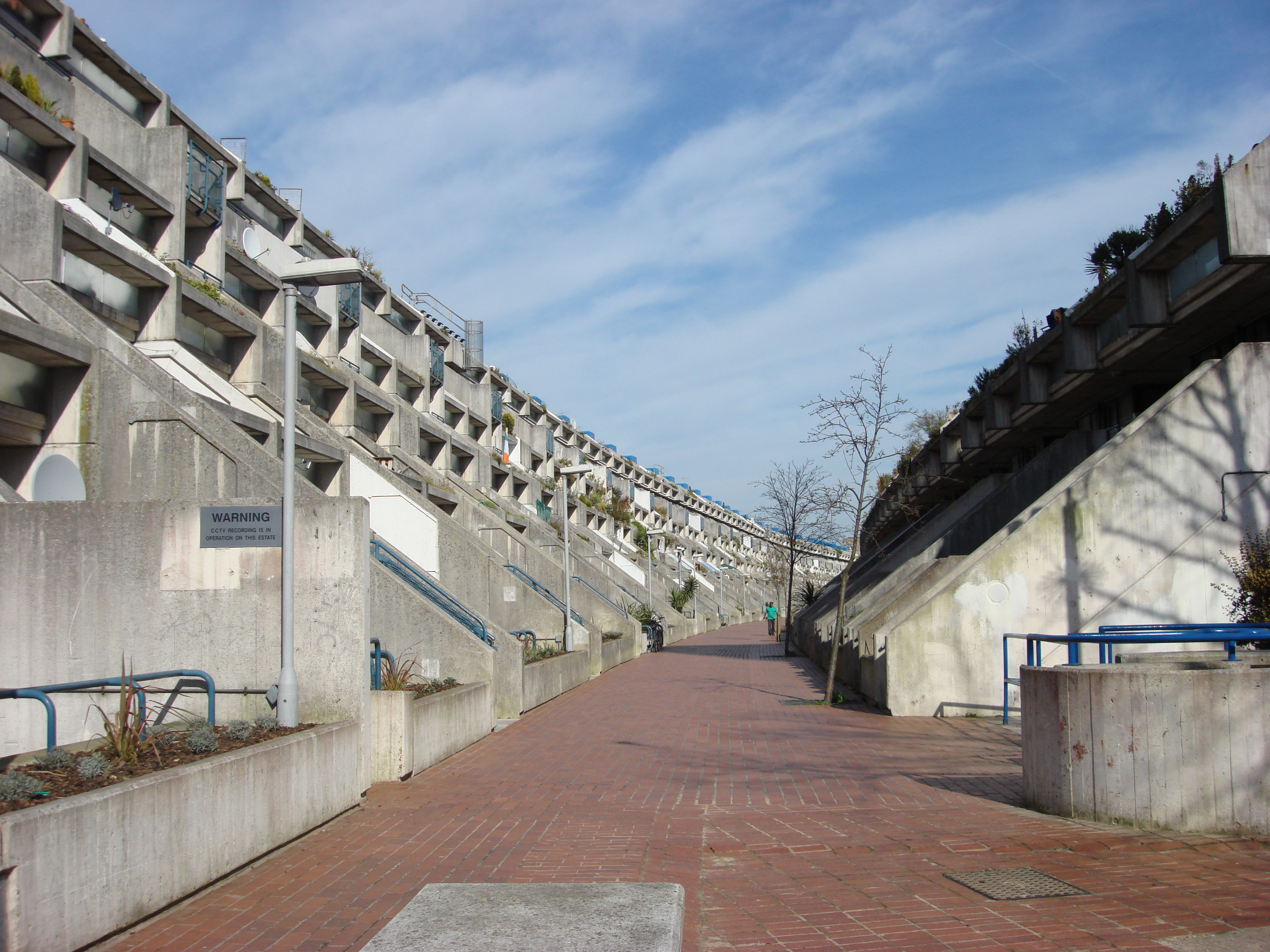
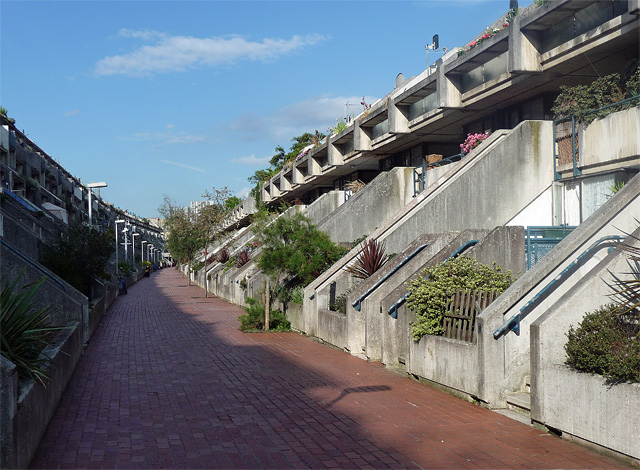
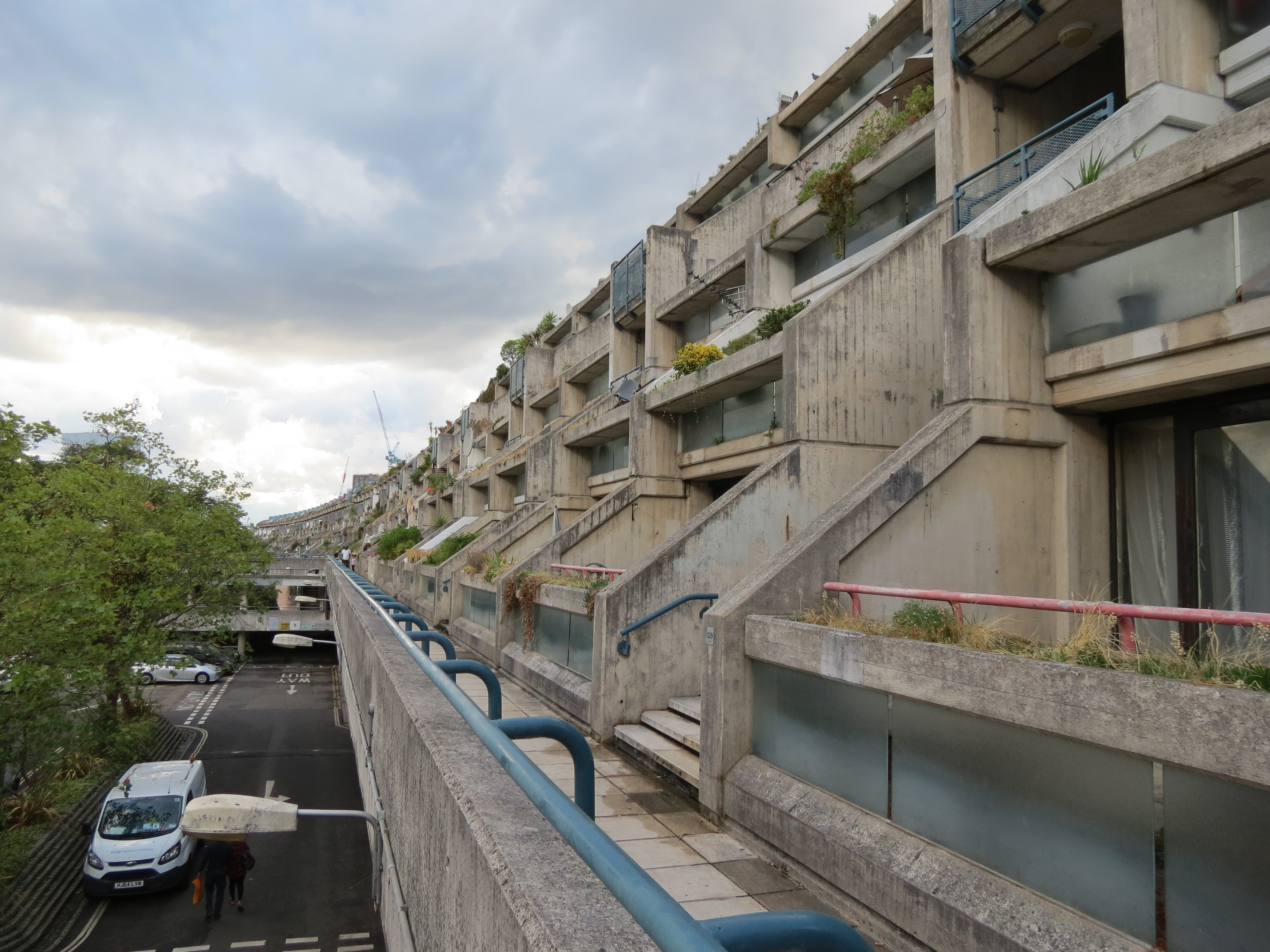
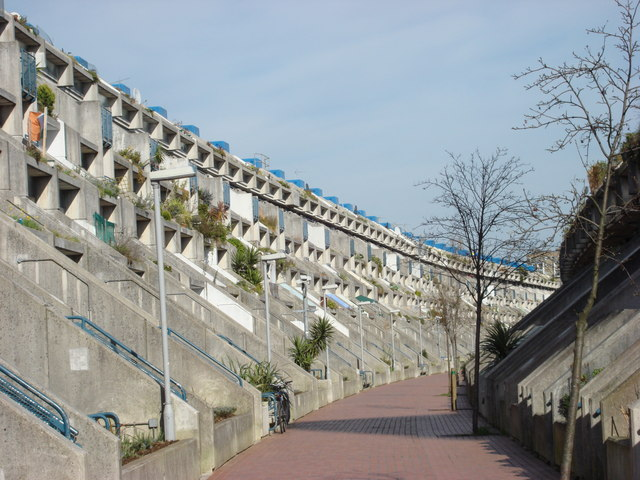
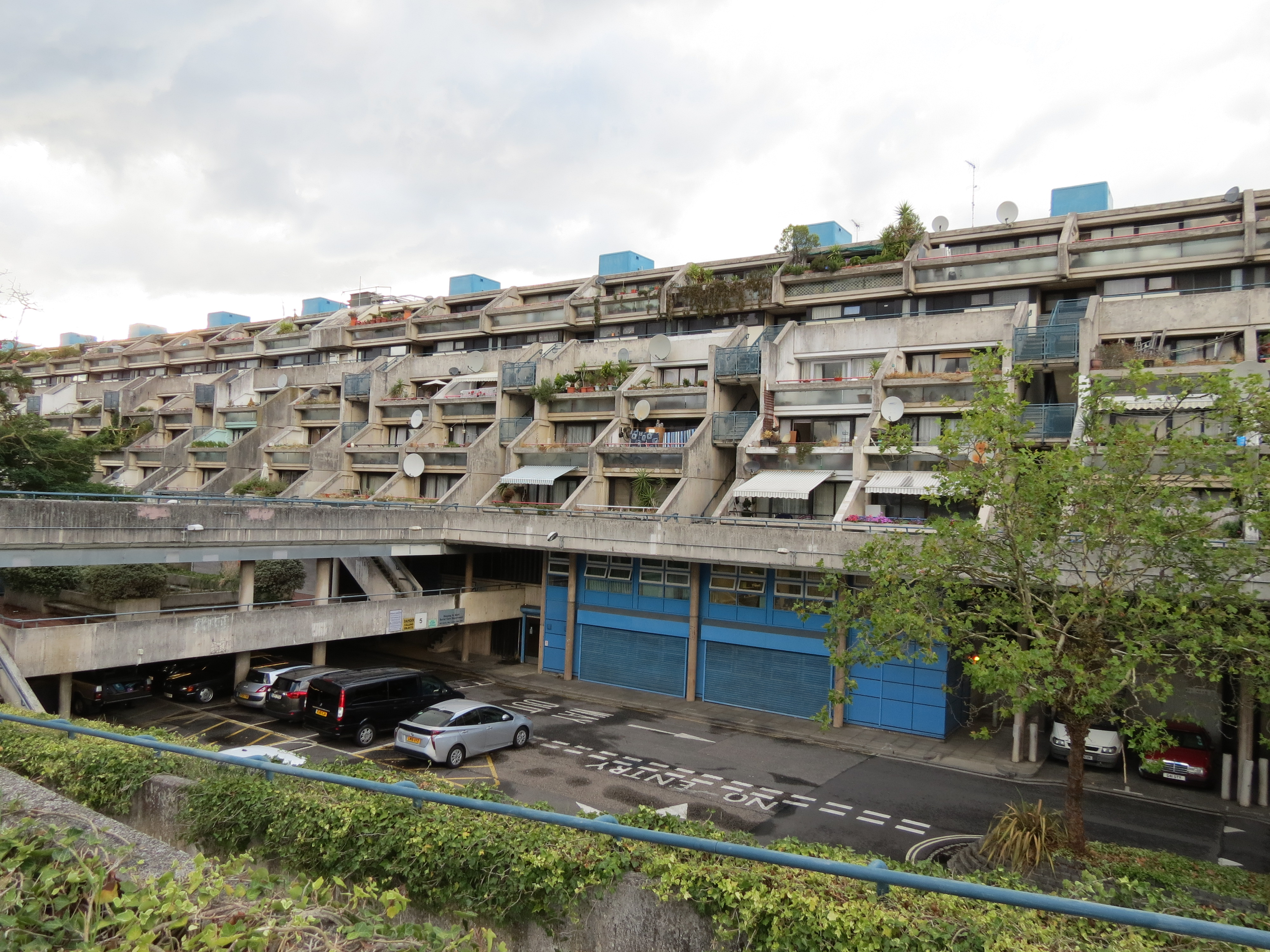